# Conanthalictus nigricans
Conanthalictus nigricans là một loài Hymenoptera trong họ Halictidae. Loài này được Timberlake mô tả khoa học năm 1961.